# Hochstein (Wölzské Taury)
Hochstein (2183 m n. m.) je hora ve Wölzských Taurách na území rakouské spolkové země Štýrsko. Nachází se v hřebeni, který vybíhá z hory Plannerknot (1996 m) západním směrem a postupně se stáčí k severu. Hochstein na severozápadě soudedí s vrcholem Edelweißspitze (1990 m) a na jihu s vrcholem Vordere Gstemmerspitze (2136 m). Západní svahy hory spadají do údolí potoka Schrabach, východní do údolí potoka Kothüttenbach. Na východním úbočí spojovacího hřebene směřujícího k Vordere Gstemmerspitze se nachází nevelké bezejmenné jezero.

## Přístup
- po značené hřebenové cestě č. 931 od vrcholu Edelweißspitze
- po neznačené hřebenové cestě od vrcholu Vordere Gstemmerspitze